# Medelpads fornminnesförening

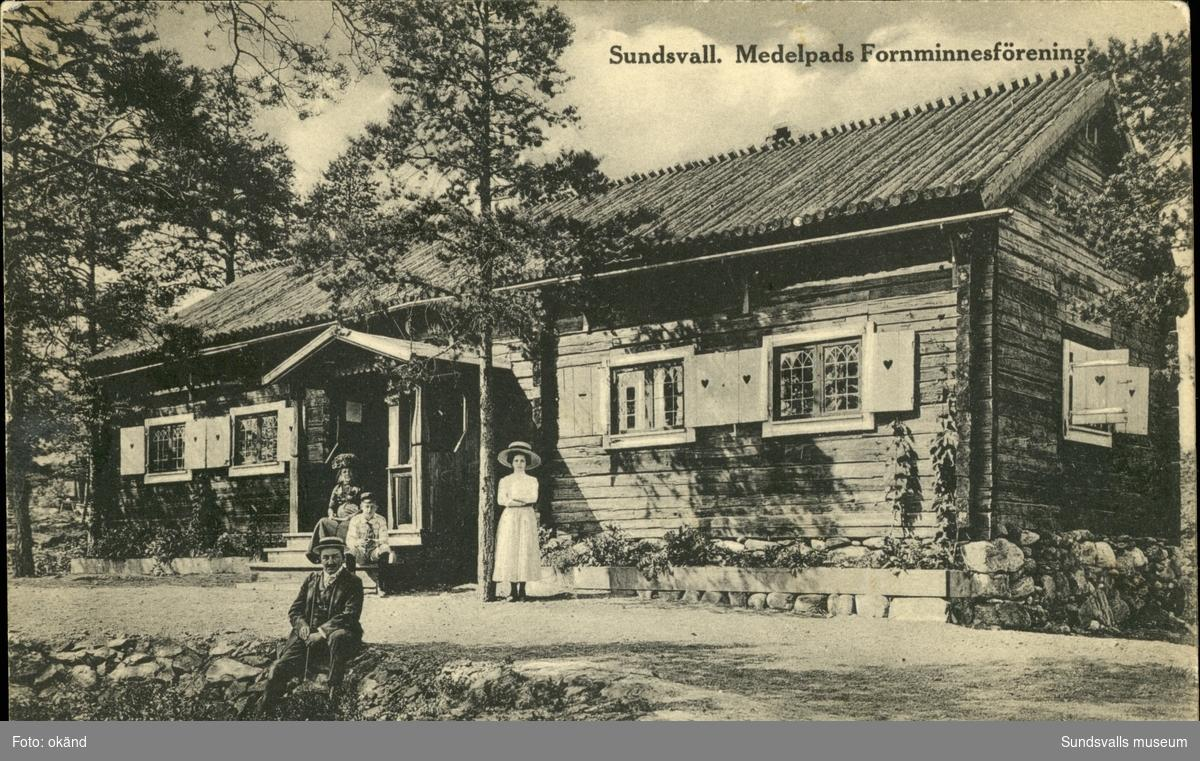
Medelpads Fornminnesförening, cirka 1902–1912. Vykort med motiv över Bredsjöstugan på Norra Stadsberget i Sundsvall.

Medelpads fornminnesförening är en förening i Sundsvall som bildades 1906 för att skapa en motsvarighet till Skansen för Medelpad. På Norra Berget driver föreningen tillsammans med Föreningen Norra berget Sveriges näst största[källa behövs] friluftsmuseum, med gamla byggnader och annat som minner om hur folk levde i det gamla bondesamhället. I en av byggnaderna driver föreningen ett hantverks- och sjöfartsmuseum, vars mest kända föremål är den uppstoppade skvadern.
Eldsjälar bakom bildandet var professor Anders Wide och författaren Olof Högberg. Bland tidigare ordförande märks rådmannen Embleton Sundberg.